# 中江友梨
中江 友梨（なかえ ゆり、1997年6月28日 - ）は、日本の歌手で、ガールズ・ダンス&ボーカルグループ・東京女子流のメンバーでステージ・リーダー。愛称は「ゆり」。立ち位置は向かって右から2番目。大阪府出身。身長は155センチメートル。エイベックス・マネジメント所属。

## 略歴
- 小さい頃からモデル等として活動しており、JR東日本のポスターに起用されたこともある[要出典]。
- 2009年、EXILEの通算30枚目のシングル「Someday」のミュージック・ビデオにエキストラの子役として出演。
- 2010年、受講していたエイベックス・アーティストアカデミー大阪校から東京女子流のメンバーとしてデビューする[5]。
- 2011年、『Rookies』（エフエム滋賀）の水曜コーナー「KINAKOの部屋〜アイドル玉手箱〜」の隔週レギュラーとして小西彩乃と共に出演する。
- 2012年、エイベックスの曲をカフェミュージックにカバーしたコンピレーション・アルバム『東京女子カフェ #1 a-bossa』にソロとして参加する。
- 2014年、ヒップホップグループ・サイプレス上野とロベルト吉野のサイプレス上野とMTVジャパンにてテレビ番組『 サイプレス上野と中江友梨の青春日記』を開始[6]。
- 2015年、サイプレス上野とのヒップホップユニット「サ上と中江」を結成し、ミニアルバム『ビールとジュース』をavex traxよりリリース。
- 2015年9月16日より、「舞台 増田こうすけ劇場 ギャグマンガ日和」に出演し、同僚の新井ひとみとともに初舞台を踏んだ。
- 2016年3月、「走馬灯株式会社」で舞台初主演（座長）を務める。
- 2016年4月、舞台「小さな結婚式 いつか、いい風は吹く」に出演。
- 2016年12月9日にサ上と中江として最初で最後のワンマンライブ「支配からの卒業」を行う[7]。
- 2017年、東京女子流の楽曲「たぶん、ずっと好き」の作詞を手掛ける。

## 人物
- 兄が二人いる。

## 作品
東京女子流としての作品を除く。

### 「サ上と中江」名義

#### ミニアルバム
- ビールとジュース（2015年5月20日発売、avex trax AVCD-93142/B・AVCD-93143）
- 夢見心地（2016年11月30日発売、avex trax AVCD-93510/B・AVCD-93511）

#### 7インチシングル
- SO.RE.NA（2015年5月2日発売、avex/JET SET、JS7S107）
- よっしゃっしゃっすREMIX（2015年6月5日発売、avex/JET SET、JS7S108）

#### 配信
- さいごの宿題（2016年2月17日配信開始、avex/JET SET）
中江自身の高校卒業を歌詞に託した卒業ソング、友人であるライムベリーのMIRI、GEMの熊代珠琳、東京女子流の庄司芽生がコーラスに参加。[8]

### 参加作品
- 東京女子カフェ #1 a-bossa（2012年8月22日、AVCD-38530）

7. Give me a Shake
- Maltine Girls Wave（2014年1月15日、AVXD-91680/B・AVBD-92056/B）

5. Day By Day feat.中江友梨 / Avec Avec
- 十字架 〜映画「学校の怪談 -呪いの言霊-」 Ver.〜（2014年5月21日、AVCD-48990/B）、怖い曲集 +「学校の怪談 -呪いの言霊-」オリジナルサウンドトラック（2014年5月21日、AVCD-38878）

グロウアップ

## 出演

### テレビ
- サイプレス上野と中江友梨の青春日記（2014年10月29日 - 2015年3月25日、全6回、MTVジャパン） - 毎月最終木曜未明（水曜深夜）

### 舞台
- 舞台 増田こうすけ劇場 ギャグマンガ日和（2015年9月16日 - 21日、銀座博品館劇場） - 普通田ふつこ 役
- 走馬灯株式会社（2016年3月9日 - 13日、シアターグリーンBOXinBOX）- 新米刑事中村（主役）役[9]
- 劇団TEAM-ODAC第21回本公演「小さな結婚式 いつか、いい風は吹く」（2016年4月6日 - 10日、紀伊國屋ホール）
- パチ7×劇団た組。企画公演「運と命」（2016年8月24日 - 28日、浅草ゆめまち劇場）
- PIRATES OF THE DESERT 3 ～偽りの羅針盤と真実の操舵輪～（2017年4月12日 - 16日、シアターグリーン BIG TREE THEATER）- 日比美思とのW主演

### ラジオ
- Rookies（2011年9月21日 - 2012年3月21日、エフエム滋賀）

水曜コーナー「KINAKOの部屋〜アイドル玉手箱〜」隔週レギュラー（小西・中江）
- DJ Tomoaki's Radio Show!（2013年2月28日・3月28日、下北FM） アシスタントMC

### ネット配信
- 中江友梨 一人でユーストできるんやもん!（不定期放送、Ustream）
- 中江友梨の密着自分撮り!（2012年9月12日・10月18日、Ustream）
- 中江友梨のひとりではできないんやもん（2013年2月27日、Ustream）
- 広瀬香美の「今日から歌がうまくなる!歌い方教室」（2012年4月13日、ニコニコ生放送）Dream5の重本ことりとともに出演し歌唱指導を受けた。
- 「idol+ism（アイドリズム）」（2012年11月、beauty news Tokyo）[10]撮影：太田好治
- フォトジェニ（2013年、玄光社）撮影：根本好伸

### イベント
- 東京女子流 小西の音楽祭Konishi’s Music Festival（2014年11月4日、AKIBAカルチャーズ劇場）
- Ustream Sound Gradation（2015年3月26日、STUDIO COAST） - 「サ上と中江」として[11]。

## 書籍

### 雑誌連載
- 「東京女子流中江友梨が佐竹義康氏を直撃」（Top Yell 2013年2月号（竹書房））東京女子流A&Rチーフ佐竹義康への1対1でのインタビュー